# ISO 31
Международният стандарт ISO 31 „Величини и единици“ (издание на Международната организация по стандартизация, 1992) е най-авторитетното ръководство за използване на единиците за измерване и за формулите, които ги определят, в научните и образователни документи в целия свят. В почти всички страни системите за означаване, използвани в литературата по математика, в научните публикации, в училищата и университетите следват строго препоръките, дадени в ISO 31.
През 2009 г. ISO 31 е отменен и заменен от обединения стандарт ISO/IEC 80000, който включва всички части на ISO 31, но прибавя и документи на IEC.
Стандартът има 14 части, публикувани като самостоятелни документи, днес заменени от съответни части на ISO 80000:
ISO 31-0: Основни принципи
ISO 31-1: Пространство и време
ISO 31-2: Периодични и други подобни явления
ISO 31-3: Механика
ISO 31-4: Топлина
ISO 31-5: Електричество и магнетизъм
ISO 31-6: Светлина и други подобни електромагнитни лъчения
ISO 31-7: Акустика
ISO 31-8: Физико-химия и молекулярна физика
ISO 31-9: Атомна и ядрена физика
ISO 31-10: Ядрени реакции и йонизиращи лъчения
ISO 31-11: Математични знаци и означения, използвани във физичните науки и техниката
ISO 31-12: Характеристични числа
ISO 31-13: Физика на твърдото тяло
Втори, по-стар и по-слабо известен международен стандарт за величини и единици, е IEC 60027. Тези два стандарта са обединени с издаването на ISO/IEC 80000.